# Frota Real Auxiliar
A Frota Real Auxiliar (em inglês: Royal Fleet Auxiliary) é uma frota civil pertencente ao Ministério da Defesa britânico. A RFA permite que os navios do Reino Unido possam manter suas operações em todo o mundo. Sua função principal é fornecer munição, combustível e suprimentos, normalmente por reabastecimento no mar. Também transporta o efetivo do Exército e da Marinha, assim como também dá suporte à exercícios de treinamento e de apoio.

## História
A RFA foi primeiramente estabelecida em 1905 para fornecer abastecimento com carvão aos navios da marinha, numa época em que a mudança da vela para motores de vapor à carvão como principal meio de propulsão, que significou uma rede de bases ao redor do mundo, com instalações de abastecimento de carvão ou uma frota de navios capazes de fornecimento de carvão, eram necessárias para uma frota poder operar fora do seu país de origem. Desde que a Marinha Real da época possuía a maior quantidade de bases ao redor do mundo, maior do que qualquer outra frota, a RFA teve um papel relativamente menor.
A RFA se tornou fortemente ativa pela Marinha Real Britânica durante a Segunda Guerra Mundial, quando a frota britânica situava-se muitas vezes longe de bases disponíveis, devido ao inimigo capturar tais bases, ou, no Pacífico, devido às distâncias envolvidas. A Segunda Guerra Mundial também viu navios de guerra permanecerem no mar por períodos muito mais longos do que quando ainda eram usadas velas. Técnicas de reabastecimento no mar, foram desenvolvidas. A frota auxiliar foi uma coleção poliglota com não apenas os navios de suprimentos, mas os navios de guerra e navios mercantes comissionados também. No entanto, a necessidade de que a frota fosse mantida foi demonstrada pela Segunda Guerra Mundial.
Após 1945, a RFA assumiu o papel central no apoio às operações da Marinha Real em muitos conflitos em que estava envolvida. A RFA realizou importante serviço para a Frota Oriental ao largo da Coreia de 1950 até 1953, quando as operações de suporte foram novamente estabelecidas nas águas do Pacífico. Durante o Conflito Indonésia-Malásia na década de 1960, a RFA também esteve fortemente envolvida. Como a rede de bases britânicas no exterior diminuiu durante o final do Império, a Marinha cada vez mais contava com a RFA para abastecer seus navios durante os desdobramentos de rotina.

## Frota

### Navios ativos

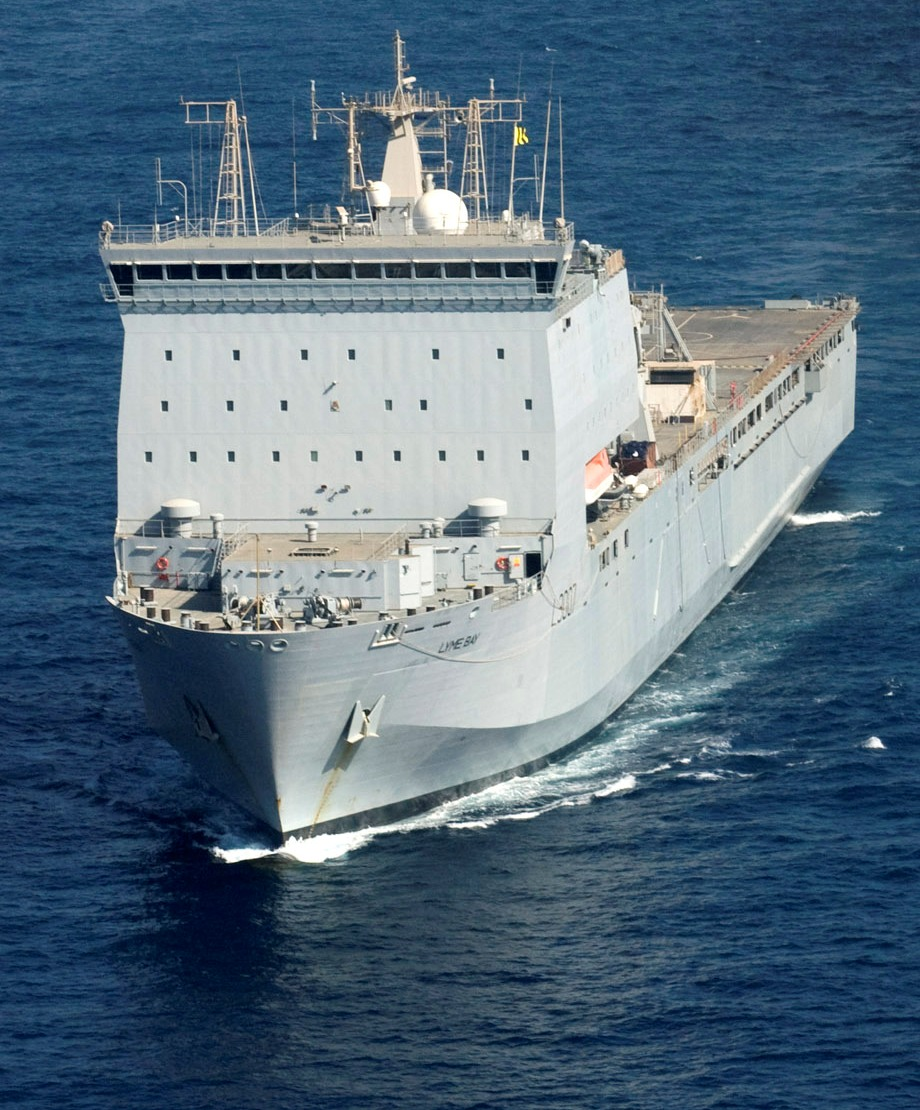
RFA Lyme Bay (L 3007).

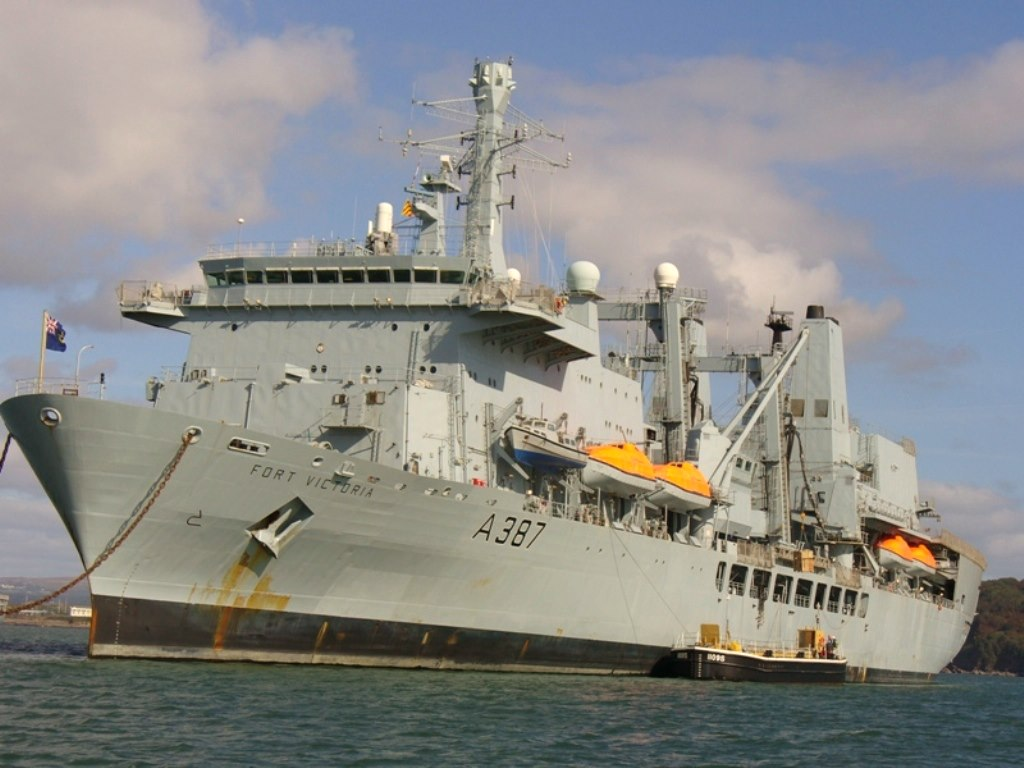
RFA Fort Victoria (A 387).

- Classe Wave
  - Wave Knight
  - Wave Ruler

- Classe Rover
  - Gold Rover
  - Black Rover

- Classe Leaf
  - Bayleaf
  - Orangeleaf

- Classe Fort Rosalie
  - Fort Rosalie (ex-Fort Grange)
  - Fort Austin

- Classe Fort Victoria
  - Fort Victoria
  - Fort George

- Navio de Treinamento
  - Argus

- Navio de Reparo
  - Diligence

- Classe Bay
  - Largs Bay
  - Lyme Bay
  - Mounts Bay
  - Cardigan Bay

- Classe Point
  - MV Hurst Point
  - MV Eddystone
  - MV Longstone
  - MV Beachy Head
  - MV Hartland Point
  - MV Anvil Point